# 映像盤。参
『映像盤。参』(えいぞうばん。さん)は、日本のヴィジュアル系バンド、R指定が2009年8月25日に発売した、通算1枚目となるライブ・ビデオ集である。

## 概要
- R指定初のライブ・ビデオ集。
- 前作『映像盤。』から、2年7か月ぶりのリリースとなった。また、ビデオ・クリップ集『映像盤。弐』と同時発売された。
- Disc 1には、ツアー『R-shitei Oneman Tour 2012-2013 -Dogra Magra Dogma-』の2013年1月14日の日本青年館公演のライブの映像が1曲と、ツアー『R-shitei oneman tour 2013 世界の終わり』の2013年7月21日のZepp DiverCity Tokyo公演のライブの中から10曲が収録されている。完全収録はされていない。
- Disc 2には、アルバムツアー『R-shitei oneman tour 2013 VISUAL IS DEAD』の最終公演だった2013年12月6日の渋谷公会堂公演のライブの中から10曲が収録されている。こちらも完全収録はされていない。特典映像付き。

## 収録曲

### Disc 1
1. ラストレイン
本楽曲から、「セカイノオワリ」までは、ツアー『R-shitei oneman tour 2013 世界の終わり』の2013年7月21日のZepp DiverCity Tokyo公演のライブの映像。
2. 愛國革命
3. 玉砕メランコリィ
4. 溺愛ドロップ
5. 警戒区域 『D』
6. 國立少年 -ナショナルキッド-
7. スロウデイズ
8. オレンジ
9. セカイノオワリ
10. アリス心中
本楽曲のみ、ツアー『R-shitei Oneman Tour 2012-2013 -Dogra Magra Dogma-』の2013年1月14日の日本青年館公演のライブの映像。

### Disc 2
1. VISUAL IS DEAD
2. 秘事
3. ザラついた感情と紅い糸
4. 青春はリストカット
5. 狐の参列
6. 友達を殺しました。
7. 木枯らしの花嫁
8. アイアムメンヘラ
9. ever sleep
10. 波瀾万丈、椿唄